# Víctor Hugo Castañeda
Víctor Hugo Castañeda Vargas (San Vicente de Tagua Tagua, 6 luglio 1962) è un ex calciatore cileno, di ruolo centrocampista.